# Análisis de viabilidad de la población
El análisis de viabilidad de la población (PVA) es un método de evaluación de riesgos específico de la especie que se usa con frecuencia en biología de la conservación. Se define tradicionalmente como el proceso que determina la probabilidad de que una población se extinga en un número determinado de años. Más recientemente, el PVA se ha descrito como un matrimonio de ecología y estadísticas que reúne las características de las especies y la variabilidad ambiental para pronosticar el riesgo de salud y extinción de la población. Cada PVA se desarrolla individualmente para una población o especie objetivo y, en consecuencia, cada PVA es único. El objetivo más importante en mente cuando se realiza un PVA es asegurar que la población de una especie sea autosuficiente a largo plazo.

## Usos
El análisis de viabilidad de la población (PVA) se usa para estimar la probabilidad de extinción de una población e indicar la urgencia de los esfuerzos de recuperación e identificar las etapas o procesos clave de la vida que deberían ser el foco de los esfuerzos de recuperación. El PVA también se usa para identificar los factores que impulsan la dinámica de la población, comparar las opciones de manejo propuestas y evaluar los esfuerzos de recuperación existentes. El PVA se usa con frecuencia en el manejo de especies en peligro de extinción para desarrollar un plan de acción, clasificar los pros y los contras de diferentes escenarios de manejo y evaluar los posibles impactos de la pérdida de hábitat.

## Historia
En la década de 1970, el parque nacional de Yellowstone fue el centro de un acalorado debate sobre diferentes propuestas para manejar el problema de los osos pardos (Ursus arctos). En 1978, Mark Shaffer propuso un modelo para los grizzlies que incorporaba variabilidad aleatoria y calculaba las probabilidades de extinción y el tamaño mínimo viable de la población. El primer PVA se acredita a Shaffer. 
El PVA ganó popularidad en los Estados Unidos a medida que las agencias federales y los ecologistas requerían métodos para evaluar el riesgo de extinción y los posibles resultados de las decisiones de manejo, particularmente de acuerdo con la Ley de Especies en Peligro de Extinción de 1973 y la Ley Nacional de Manejo Forestal de 1976. 
En 1986, Gilpin y Soulé ampliaron la definición de PVA para incluir las fuerzas interactivas que afectan la viabilidad de una población, incluida la genética. El uso de PVA aumentó drásticamente a fines de los años ochenta y principios de los noventa tras los avances en computadoras personales y paquetes de software.

## Ejemplos
La mariposa azul de Fender en peligro de extinción ( Icaricia icarioides) fue evaluada con el objetivo de proporcionar información adicional al Servicio de Pesca y Vida Silvestre de los Estados Unidos, que estaba desarrollando un plan de recuperación para la especie. El PVA concluyó que la especie estaba en mayor riesgo de extinción de lo que se pensaba anteriormente e identificó sitios clave donde los esfuerzos de recuperación deberían centrarse. El PVA también indicó que debido a que las poblaciones de mariposas fluctúan ampliamente de un año a otro, para evitar que las poblaciones se extingan, la tasa de crecimiento anual mínimo de la población debe mantenerse mucho más alta que en los niveles típicamente considerados aceptables para otras especies
Luego de un brote del virus del moquillo canino, se realizó un PVA para el zorro de la isla en peligro crítico (Urocyon littoralis) de la isla de Santa Catalina, California. La población de zorros de la isla de Santa Catalina está compuesta únicamente por dos subpoblaciones que están separadas por un istmo, con la subpoblación oriental en mayor riesgo de extinción que la subpoblación occidental. El PVA se realizó con los objetivos de 1) evaluar el riesgo de extinción del zorro isleño, 2) estimar la sensibilidad del zorro isleño a eventos catastróficos, y 3) evaluar los esfuerzos de recuperación recientes que incluyen la liberación de zorros criados en cautividad y el transporte de zorros juveniles salvajes desde el oeste hacia el lado este. Los resultados del PVA concluyeron que el zorro de la isla todavía está en riesgo significativo de extinción y es altamente susceptible a las catástrofes que ocurren más de una vez cada 20 años. Además, los riesgos de extinción y el tamaño de la población futura en ambos lados de la isla dependían significativamente de la cantidad de zorros liberados y transportados cada año.
Los PVA en combinación con el análisis de sensibilidad también se pueden usar para identificar qué tasas vitales tienen el mayor efecto relativo sobre el crecimiento de la población y otras medidas de viabilidad de la población. Por ejemplo, un estudio de Manlik et al. (2016) pronosticaron la viabilidad de dos poblaciones de delfines nariz de botella en Australia Occidental e identificaron que la reproducción tiene la mayor influencia en el pronóstico de estas poblaciones. Se pronostica que una de las dos poblaciones será estable, mientras que se pronostica que la otra población disminuirá si se aísla de otras poblaciones y persisten bajas tasas de reproducción. La diferencia en la viabilidad entre los dos estudios se debió principalmente a las diferencias en la reproducción y no a la supervivencia. El estudio también mostró que la variación temporal en la reproducción tuvo un mayor efecto sobre el crecimiento de la población que la variación temporal en la supervivencia.

## Controversia
Los debates existen y siguen sin resolverse sobre los usos apropiados de PVA en biología de la conservación y la capacidad de PVA para evaluar con precisión los riesgos de extinción. 
Una gran cantidad de datos de campo es deseable para PVA; algunos estiman conservadoramente que para una evaluación precisa de la probabilidad de extinción que extienda T años hacia el futuro, se necesitan de cinco a diez veces T años de datos. Los conjuntos de datos de tal magnitud generalmente no están disponibles para especies raras; se ha estimado que los datos adecuados para PVA están disponibles para solo el 2% de las especies de aves amenazadas. El PVA para especies amenazadas y en peligro es particularmente un problema ya que el poder predictivo del PVA se desploma dramáticamente con conjuntos de datos mínimos. Ellner y col. (2002) sostuvieron que el PVA tiene poco valor en tales circunstancias y es mejor reemplazarlo por otros métodos. Otros sostienen que el PVA sigue siendo la mejor herramienta disponible para estimar el riesgo de extinción, especialmente con el uso de ejecuciones de modelos de sensibilidad. 
Incluso con un conjunto de datos adecuado, es posible que un PVA pueda tener grandes errores en las predicciones de la tasa de extinción. Es imposible incorporar todas las posibilidades futuras en un PVA: los hábitats pueden cambiar, pueden ocurrir catástrofes y se pueden introducir nuevas enfermedades. La utilidad PVA se puede mejorar mediante múltiples ejecuciones de modelos con diferentes conjuntos de supuestos, incluida la fecha futura prevista. Algunos prefieren usar el PVA siempre en un análisis relativo de los beneficios de los esquemas de gestión alternativos, como la comparación de los planes de gestión de recursos propuestos. 
La precisión de los PVA se ha probado en algunos estudios retrospectivos. Por ejemplo, un estudio que compara los pronósticos del modelo de PVA con el destino real de 21 taxones bien estudiados, mostró que las proyecciones de la tasa de crecimiento son precisas, si las variables de entrada se basan en datos sólidos, pero resaltó la importancia de comprender la dependencia de la densidad (Brook et al. . 2000). Además, McCarthey et al. (2003) mostró que las predicciones de PVA son relativamente precisas, cuando se basan en datos a largo plazo. Aun así, la utilidad del PVA radica más en su capacidad para identificar y evaluar amenazas potenciales que en hacer predicciones categóricas a largo plazo (Akçakaya y Sjögren-Gulve 2000).

## Direcciones futuras
Las mejoras al PVA que probablemente ocurran en el futuro cercano incluyen: 1) crear una definición fija de PVA y estándares científicos de calidad por los cuales se juzgue a todos los PVA y 2) incorporar avances genéticos recientes en PVA. 

## Otras lecturas
- Beissinger, Steven R. and McCullough, Dale R. (2002). “Population Viability Analysis”, Chicago: University of Chicago Press.
- Beissinger, S.R. & Westphal, M.I. (1998). «On the use of demographic models of population viability in endangered species management». Journal of Wildlife Management 62 (3): 821-841. JSTOR 3802534. doi:10.2307/3802534.
- Brook, B.W., Burgman, M.A., Akçakaya, H.R., O'Grady, J.J., and Frankham, R. (2002). «Critiques of PVA ask the wrong questions: Throwing the heuristic baby out with the numerical bath water». Conservation Biology 16: 262-263. doi:10.1046/j.1523-1739.2002.01426.x.
- Brook, B.W., J.J. O'Grady, A.P. Chapman, M.A. Burgman, H.R. Akçakaya, and R. Frankham (2000). «Predictive accuracy of population viability analysis in conservation biology». Nature 404 (6776): 385-387. PMID 10746724. doi:10.1038/35006050.
- Crouse, D.T., Crowder, L.B., and Caswell, H. (1987). «A stage-based population model for loggerhead sea turtles and implications for conservation». Ecology 68 (5): 1412-1423. JSTOR 1939225. doi:10.2307/1939225.
- Ellner, S.P., Fieberg, J., Ludwig, D., and Wilcox, C. (2002). «Precision of population viability analysis». Conservation Biology 16: 258-261. doi:10.1046/j.1523-1739.2002.00553.x.
- Gilpin, M.E. and Soulé, M.E. (1986). “Conservation biology: The Science of Scarcity and Diversity”, Sunderland, Massachusetts: Sinauer Associates
- Hui, C., Fox, G.A., and Gurevitch, J. (2017). «Scale-dependent portfolio effects explain growth inflation and volatility reduction in landscape demography». Proceedings of the National Academy of Sciences USA 114 (47): 12507-12511. PMC 5703273. PMID 29109261. doi:10.1073/pnas.1704213114.
- Perrins, C.M., Lebreton, J.D., and Hirons, G.J.M. (eds.) (1991). “Bird population studies: relevance to conservation and management”, New York: Oxford University Press
- McCarthy, M.A., Keith, D., Tietjen, J., Burgman, M.A., Maunder M.N., Master, L., Brook, B.W., Mace, G., Possingham, H.P., Medellin, R., Andelman, S., Regan, H., Regan, T., and Ruckelshaus, M (2004). «Comparing predictions of extinction risk using models and subjective judgment». Acta Oecologica 26 (2): 67-74. doi:10.1016/j.actao.2004.01.008.
- Maunder M.N. (2004). «Population Viability Analysis, Based on Combining Integrated, Bayesian, and Hierarchical Analyses». Acta Oecologica 26 (2): 85-94. doi:10.1016/j.actao.2003.11.008.
- Menges, E.S. (2000). «Population viability analyses in plants: challenges and opportunities». Trends in Ecology & Evolution 15 (2): 51-56. PMID 10652555. doi:10.1016/S0169-5347(99)01763-2.
- Morris, W.F. , Hudgens, B.R., Moyle, L.C., Stinchcombe, J.R., and Bloch, P.L. (2002). «Population viability analysis in endangered species recovery plans: Past use and future improvements». Ecological Applications 12 (3): 708-712. ISSN 1051-0761. doi:10.1890/1051-0761(2002)012[0708:PVAIES]2.0.CO;2.
- Reed, J.M., L.S. Mills, J.B. Dunning, E.S. Menges, K.S. Mckelvey, R. Frye, S.R. Beissinger, M. Anstett, and P. Miller. (2002). «Emerging issues in population viability analysis». Conservation Biology 16: 7-19. doi:10.1046/j.1523-1739.2002.99419.x.
- Taylor, B.L. (1995). «The reliability of using population viability analysis for risk classification of species». Conservation Biology 9 (3): 551-559. doi:10.1046/j.1523-1739.1995.09030551.x.